# Juice Leskinen

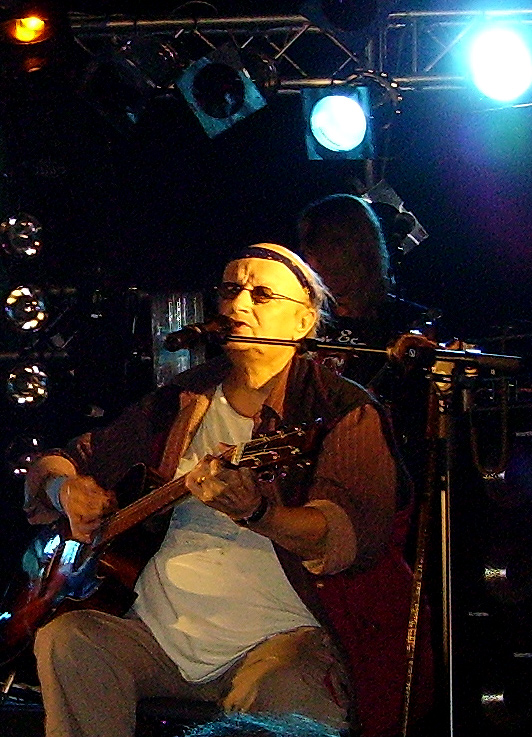
Juice Leskinen 2006

Juhani Juice Leskinen (anteriormente Pauli Matti Juhani "Juice" Leskinen), más conocido como Juice Leskinen ([ˈjuisɛ ˈlɛskinɛn]; Juankoski, Finlandia Oriental; 19 de febrero de 1950-Tampere, Pirkanmaa; 24 de noviembre de 2006), fue uno de los más importantes cantautores finlandeses de fines del siglo XX.

## Biografía
A partir de la década de 1970, editó 30 álbumes y compuso temas para otros artistas finlandeses. Varias de sus canciones se convirtieron en clásicos de la música popular finlandesa, como «Viidestoista yö», «Kaksoiselämää» y «Syksyn sävel». Sus primeros discos son considerados esenciales del llamado «Movimiento Manserock» (corriente de música rock en finés originada en Tampere) de mediados de los años 1970. Además de su trabajo musical, publicó nueve colecciones de poesía y siete obras de teatro de su autoría.
Tras mudarse a Tampere en 1970 para continuar sus estudios, comenzó su carrera musical en 1973 con el álbum epónimo de debut de Juice Leskinen & Coitus Int. Otro disco, Per Vers, runoilija (1974), fue publicado bajo el nombre de la misma banda, pero a partir de entonces editó discos con otros músicos, particularmente con los grupos Juice Leskinen Slam y Juice Leskinen Grand Slam, entre fines de la década de 1970 y mediados de la de 1980. Aunque su interés se centró en la poesía a partir de los años 1990, siguió editando trabajos musicales cada tanto, pese al deterioro de su salud. Después de un prolongado silencio en su carrera musical, publicó L, que marcó su 50.º cumpleaños en 2000. Su último disco, Senaattori ja boheemi (2004), es una colaboración con Mikko Alatalo, músico que lo acompañó a principios de los años 1970. Escribió «Nuku pommiin» para el Festival de Eurovisión de 1982, celebrado en Harrogate (Reino Unido) el 24 de abril de dicho año.
Entre sus canciones más famosas se incluyen «Marilyn», «Jyrki boy», «Syksyn sävel», «Se oli jautaa», «Viidestoista yö», «Ei elämästä selviä hengissä», «Musta aurinko nousee», «Kaksoiselämää», «Rakkauden ammattilainen» y «Norjalainen villapaita». La venta de sus álbumes sobrepasan el medio millón de copias.
Se ubicó en el 38.º puesto en la lista de los «100 más grandes finlandeses», llevada a cabo en 2004. Murió en 2006 debido a insuficiencia renal, cirrosis y diabetes. Está enterrado en el cementerio Kalevankangas en Tampere.
Un musical sobre su vida, Juice - taiteilijaelämää (Juice - la vida de un artista), se estrenó en Tampere el 30 de agosto de 2011. En 2015, dos compañías cinematográficas anunciaron sus planes para filmar una cinta biográfica; sin embargo, una de ellas desistió del proyecto finalmente.

## Discografía
- 1973 Juice Leskinen & Coitus Int.: Juice Leskinen & Coitus Int
- 1974 Juice Leskinen & Coitus Int.: Per Vers, runoilija
- 1975 Juice Leskinen & Mikko Alatalo: Juice ja Mikko
- 1976 Juice: Keskitysleirin ruokavalio
- 1977 Juice: Lahtikaupungin rullaluistelijat
- 1978 Juice Leskinen Slam: Tauko I
- 1978 Välikausitakki: Välikausitakki
- 1979 Juice Leskinen Slam: Tauko II
- 1980 Juice Leskinen Slam: XV yö (Tauko III)
- 1980 Juice Leskinen Slam: Kuusessa ollaan
- 1981 Juice Leskinen Slam: Ajan Henki
- 1981 Juice Leskinen: Dokumentti
- 1982 Juice Leskinen Grand Slam: Sivilisaatio
- 1983 Juice Leskinen Grand Slam: Deep Sea Diver
- 1983 Juice Leskinen Grand Slam: Boogieteorian alkeet peruskoulun ala-astetta varten - lyhyt oppimäärä
- 1984 Juice Leskinen Grand Slam: Kuopio-Iisalmi-Nivala (Live)
- 1985 Juice Leskinen Grand Slam: Pyromaani palaa rikospaikalle
- 1986 Juice Leskinen Grand Slam: Yölento
- 1987 Juice Leskinen: Minä
- 1990 Juice Leskinen: Sinä
- 1991 Juice Leskinen Grand Slam: Taivaan kappaleita
- 1992 Juice Leskinen Etc.: Simsalabim Jim
- 1993 Juice Leskinen: Haitaribussi
- 1996 Juice Leskinen: Kiveä ja sämpylää
- 2000 Juice Leskinen: L
- 2002 Juice Leskinen: Vaiti, aivan hiljaa
- 2004 Juice Leskinen & Mikko Alatalo: Senaattori ja boheemi

## Filmografía
- Saimaa-ilmiö (1981, de Ari y Mika Kaurismäki)

## Obra literaria

### Colecciones de poesía
- 1975 Sonetteja laumalle
- 1981 Sanoja
- 1989 Iltaisin, kun veneet tulevat kotiin
- 1990 Pieniä sanoja sinulle, jota rakastan
- 1994 Äeti (luonnos muistelmiksi, runoja)
- 1996 Jumala on
- 1998 Maanosamme, maailmamme
- 1999 Aika jätti (Runoja)
- 2002 Ilonkorjuun aika 2002

### Libros infantiles
- 1987 Satuinen musiikkituokio (con Matti Pellonpää, libro y casete)
- 1992 Räkä ja Roiskis
- 1995 Räkä ja Roiskis Suuvedellä
- 1997 Räkä ja Roiskis naisissa

### Otros trabajos
- 1978 Kuka murhasi rock'n' roll tähden (diario)
- 1984 Päivää (cuentos)
- 1993 Vaikuttajat korvissamme (ensayos)
- 2003 Siinäpä tärkeimmät: edellinen osa E. Ch. (memorias)

## Obras de teatro
- 1980 Valto
- 1983 Isänmaan toivo
- 1984 Ravintola Wunderbar
- 1985 Kolme hanhea matkalla pohjoiseen (con Liisa Laukkarinen)
- 1988 Harald Hirmuinen
- 1990 Mikä ny
- 1996 Soma rillumarei